# Samois-sur-Seine
Samois-sur-Seine (pronuncia francese /sa.mwa.syʁ.sɛn/) è un comune francese di 2 184 abitanti situato nel dipartimento di Senna e Marna nella regione dell'Île-de-France.

## Società

### Evoluzione demografica
Abitanti censiti

## Monumenti e luoghi d'interesse
- Chiesa dei Sant'Ilario e San Lupo